# Bob Anderson (šermíř)
Robert James Gilbert „Bob“ Anderson (15. září 1922 – 1. ledna 2012) byl anglický olympijský šermíř a slavný filmový choreograf bojových scén, s kariérou u filmu více než 50 let, která zahrnovala snímky jako Highlander, The Princess Bride, The Mask of Zorro, Pán prstenů a Dnes neumírej. Byl považován za předního choreografa hollywoodských šermířských scén a během jeho kariéry trénoval mnoho herců v šermu, včetně Errola Flynna, Seana Conneryho, Antonio Banderase a Johnny Deppa. Objevil se také na scéně jako dublér Darth Vadera při jeho soubojích světelnými meči ve Star Wars: Epizoda V – Impérium vrací úder a Etar Wars: Epizoda VI – Návrat Jediů.

## Životopis
Anderson sloužil u námořní pěchoty a vyhrál několik titulů v šermu. Během druhé světové války sloužil ve Středozemní moři. Jako konkurenceschopný šermíř reprezentoval Velkou Británii při letní olympiádě v Helsinkách 1952 a na mistrovství světa v letech 1950 a 1953 v šermu šavlí. S týmem obsadil v Helsinkách páté místo.

Po jeho odchodu ze soutěžního šermu studoval u profesora Rogera Crosniera a byl jmenován prvním oficiálním britským národním trenérem, který měl na starostí národní tréninkový systém, za což byl jmenován profesorem. Po profesoru Crosnierovi se stal v letech 1960 až 1970 prezidentem Britské akademie šermu. Během let 1950–1970 cestoval po Británii a kurzy šermu kombinoval s povinnostmi v televizi a filmu. Nakonec emigroval do Kanady, kde se stal technickým ředitelem Kanadské šermířské asociace v Ottawě.

## Kariéra u filmu
Jeho kariéra u filmu začala v roce 1953, kdy byl choreografem bojových scén a trénoval Errola Flynna ve filmu The Master of Ballantrae. Během zkoušky na scénu náhodně zranil Flynna na stehně, což ho v Hollywoodu proslavilo jako „muže, který pobodal Errola Flynna“. Pokračoval v práci jako kaskadér a choreograf bojových scén ve filmech Zbraně z Navarone a bondovce Srdečné pozdravy z Ruska a Casino Royale. V roce 1974 si ho v Hollywoodu vybral Stanley Kubrick jako šermíře pro film Barry Lyndon. 

Následovně pokračoval v práci na všech třech originálech filmů Star Wars. Andersonovi se nedostalo příliš uznání za jeho práci po premiérách filmů, protože nechtěl ubírat podporu v kariéře, které se dostalo herci Davidovi Prowsemu za jeho výkon pod režií George Lucase. V roce 1983 však při rozhovoru Mark Hamill vzdal hold Andersonově příspěvku, když řekl: „Bob Anderson byl muž, který ve skutečnosti dělal Vaderovy bojové scény. Vždy se předpokládalo, že to zůstane tajemstvím, ale já jsem nakonec řekl Georgeovi, že si nemyslím, že by to tak bylo nadále fair. Bob pracoval zatraceně usilovně a je hoden nějakého uznání. Bylo by směšné, kdyby se ochraňoval mýtus, že je to vše dílo jednoho muže“.

Anderson dále pracoval v kinematografii dalších třicet let a byl odpovědný za šerm v mnoha filmech, včetně takových filmů, jako Highlander, The Princess Bride, Tři mušketýři, The Mask of Zorro, Piráti z Karibiku: Prokletí Černé perly a trilogie Pán prstenů. Krátce před jeho smrtí pracoval na Hobitovi. Měl reputaci jako bytostní perfekcionista a vedoucí Martin Campbell mu dal přezdívku Grumpy Bob (Nabručený Bob, Nevrlý Bob). Při interview v roce 2009 pro dokument o filmovém šermu k filmu Reclaiming the Blade řekl: „Já jsem nikdy nepozdvihl meč, myslím si, že meč vzal nahoru mně.“ Zemřel na Nový rok 2012 ve West Sussexské nemocnice ve věku 89 let.

## Filmografie
Různé funkce
- Alatriste (2006): mistr meče
- The Legend of Zorro (2005): mistr meče
- Pán prstenů: Návrat krále (2003): mistr meče
- Piráti z Karibiku: Prokletí Černé perly (2003): další trenér šermu
- Pán prstenů: Dvě věže (2002): mistr meče
- Die Another Day (2002): mistr meče
- Pán prstenů: Společenství Prstenu (2001): mistr meče
- The Parent Trap (1998): konzultant šermu
- The Mask of Zorro (1998): mistr meče
- Přízrak (1996): mistr meče
- První rytíř (1995): mistr meče
- Tři mušketýři (1993): mistr meče
- Highlander: Série (1992–1994): mistr meče
- By the Sword (1991): mistr meče
- The Princess Bride (1987): mistr meče
- Highlander (1986): mistr meče
- Barry Lyndon (1975): trenér šermu
- Kidnapped (1971): aranžér bojových scén
- The Moonraker (1958) The Enemy of the World

## Kaskadér (dublér)
- Hvězdné války epizoda VI: Návrat Jediů (1983): kaskadér
- Hvězdné války epizoda V: Impérium vrací úder (1980): dublér Dartha Vadera
- Candleshoe (1977): aranžér kaskadérských scén
- One of Our Dinosaurs is Missing (1975): aranžér kaskadérských scén
- Kidnapped (1971): aranžér bojových scén
- Il maestro di Don Giovanni (1954): kaskadér

## Herec
- Reclaiming the Blade (2009): sám sebe
- Hvězdné války epizoda V: Impérium vrací úder (1980): důstojník impéria
- Doctor Who (1968): bojující strážce v sérii The Enemy of the World